# Kwäday Dän Ts’ìnchį
Mit dem Namen Kwäday Dän Ts’ìnchį (Süd-Tutchone für Gefundene Person aus ferner Zeit) wird der Leichnam eines wahrscheinlich zwischen 1670 und 1850 im Spätsommer erfrorenen, etwa zwanzigjährigen Mannes bezeichnet, der 1999 in einem Gletscher im Nordwesten der kanadischen Provinz British Columbia entdeckt wurde. Zunächst nahm man an, er sei einem Blizzard zum Opfer gefallen, der ihn unter einer Schicht von drei Metern Schnee begrub. Wahrscheinlicher ist, dass er in eine Gletscherspalte gestürzt ist.
Der gut erhaltene Leichnam wurde untersucht, und man konnte feststellen, dass er von der Küste kommend, wo zu dieser Zeit Tlingit lebten, sich einige Wochen lang im Hochgebirge aufgehalten hatte, wo er in 1600 m Höhe auf dem Samuel Glacier erfror. Mit Hilfe der Werkzeug-, Kleidungs- und Ernährungskenntnisse der Älteren (Elders) der umwohnenden First Nations der Provinz, aus Alaska und dem Yukon konnte der Fund genauer eingeordnet werden. Der Leichnam wurde 2001, nach Abschluss der Untersuchungen, entsprechend den lokalen Traditionen und unter Abhaltung eines Potlatch beigesetzt.

## Fund
Am 14. August 1999 wurde ein Leichnam entdeckt, der aus einem Gletscher im Tatshenshini-Alsek Provincial Wilderness Park ausaperte. Fundort war der Samuel Glacier in den St. Elias Mountains an der Quelle des Fault Creek, wo der Körper in etwa 1600 m Höhe lag. Das Gebiet liegt rund 50 km von der Mündung des Chilkat River entfernt, und rund 80 km südlich von Klukshu, das bereits im Yukon liegt. Es liegt in dem Gebirgsbereich, der die alaskanische Küste vom Plateau im Yukon trennt. Drei junge Männer, Bill Hanlon, Warren Ward und Mike Roche, die auf der Jagd nach Dall-Schafen waren, entdeckten zunächst Holz oberhalb der Baumgrenze. Sie fanden Bearbeitungsspuren an den Holzstücken und suchten das Gelände mit dem Fernglas ab. Dabei wurde der Leichnam entdeckt. Er war vom Eis lädiert, wies aber keinerlei Verwesungsspuren auf. Eisbewegungen hatten den Rumpf und die Beine zertrennt. Auch wurden Fußknochen, Kopfhaut und Haare sowie Schädelknochen getrennt aufgefunden. Die Organe des Unterleibs waren gut erhalten. Die drei Entdecker teilten ihren Fund dem Yukon Beringia Interpretive Centre in Whitehorse mit.
Nach Konsultationen mit Archäologen in Whitehorse und mit den Älteren der Champagne and Aishihik First Nations sowie dem Ministry of Small Business, Tourism and Culture wurde der Tote in Eis gepackt und ins Royal British Columbia Museum in Victoria gebracht. Er wurde von Vertretern der Champagne and Aishihik begleitet, in deren traditionellem Territorium der Fund gemacht worden war.
Der Körper wurde von Chemikern, Botanikern, Anatomen, Mikrobiologen und Parasitologen untersucht. Nach Konsultationen mit den benachbarten First Nations im Yukon und im Norden British Columbias wurde der Leichnam 2001 verbrannt und die Asche wieder auf den Samuel-Gletscher gebracht. Vorher wurden die inneren Organe und ihr Inhalt sehr genau untersucht, da der Leichnam nicht konserviert werden musste, bzw. durfte. Besonders der Speisebrei im Verdauungstrakt trug zu zahlreichen Erkenntnissen bei.
Der etwa zwanzig Jahre alte Mann, der auch der kanadische Eismann oder BC Iceman genannt wurde und bald den Namen Kwäday Dän Ts’ìnchį (Long Ago Person found) erhielt – aus dem Süd-Tutchone übersetzt etwa: „Gefundene Person aus ferner Zeit“ –, trug einige Artefakte bei sich, die von Archäologen und Anthropologen untersucht wurden. Hinzu kamen weitere Funde in der Umgebung des Fundorts, die in den nachfolgenden Sommern gemacht wurden.

## Datierung
Radiokarbondaten anhand des Kollagens der Knochen führten zu verschiedenen, nicht kalibrierten Bestimmungen. So wurden 952 ± 28 Jahre Before Present und 935 ± 75 Jahre Before Present gemessen, im Schnitt also 944 ± 80. Dies entspricht etwa der Zeit zwischen 929 und 1089. Der Todeszeitpunkt wurde zwischen 1480 und 1850 angenommen. Die Kleidung ergab Zeitpunkte zwischen 1400 und 1490. Ein erneuter Datierungsversuch im Jahr 2007 ergab etwa die Zeit zwischen 1670 und 1850.

## Genetische Untersuchung, Verwandtschaft
Der BC Iceman, der Eismann aus British Columbia, wurde genetisch untersucht. 241 Angehörige der First Nations ließen ihre Gene vergleichen, und es stellte sich heraus, dass 19 von ihnen mit dem Toten verwandt waren, davon 17 aus dem Wolfs-Clan der Champagne and Aishihik First Nations. Doch finden sich mögliche Verwandte ebenso in Südamerika. Andere DNA-Untersuchungen wiesen ihn den nordamerikanischen Indianern zu (Haplogruppe A (mtDNA)). Damit galt er als naher Verwandter der Dogrib und der Haida auf Haida Gwaii (Queen Charlotte Islands).

## Kleidung
Das Pelzkleid, das der Tote trug, bestand aus 95 mit Sehnen zusammengenähten Häuten des Arctic ground squirrel (Arktischer Ziesel). Spermophilus parryi plesius, gemeinhin gopher genannt, lebt nicht an der Küste, sondern ist im Hinterland verbreitet. Im südlichen Yukon trugen mindestens bis in die 70er Jahre fast alle Indianerfrauen diese Felle. Ob die Felle durch Handel an die Küste gelangt und dort verarbeitet wurden, oder aber im Hinterland, ließ sich nicht feststellen. Der Pelz wurde unterwegs geflickt, wie sich anhand der Bearbeitungsspuren zeigen ließ.
Eindeutig von der Küste stammt die Kopfbedeckung, ein Hut aus Fichtenfasern. Er wurde wahrscheinlich aus Holzfasern der Sitka-Fichte (Picea sitchensis) hergestellt. Zudem fanden sich in der Kleidung Samen dieser Baumart, sowie Spuren von Algen, die nur an der Küste vorkommen. Die Form des Huts war die eines abgeflachten Kegels.

## Haare
Die Haare wurden auf verschiedene Spuren hin untersucht. Deren Ergebnisse kontrastierten signifikant mit denen der Knochen. Bei letzteren stellte sich heraus, dass der Mann über 90 % seines Proteinbedarfs der letzten fünf bis zehn Jahre seines Lebens aus dem Meer gedeckt hatte. Dabei handelte es sich um Fische und Meeressäuger. Die Haare hingegen – die untersuchten waren etwa 8 cm lang, was etwa 8 Monaten entspricht – zeigten, dass sich Kwäday Dän Ts’ìnchį in seinen letzten Lebensmonaten zunehmend von Fleisch ernährt hatte, das von Landsäugern stammte.

## Pollen, Nahrung, Kenntnisse der Älteren
In der Kleidung fanden sich geringe Spuren von Ketalachs, einem Tier, dessen Alter auf vier Jahre bestimmt werden konnte. Im Magen und im unteren Darmbereich fanden sich Überreste von Schalentieren, wahrscheinlich von Krabben. Im Darm fanden sich größere Mengen von Fischbandwürmern. Diese könnten durch den Verzehr rohen Fischs, wahrscheinlich von Lachs, in den Verdauungstrakt gelangt sein.
An Pollen fanden sich die von Chenopodiaceae, die zu den Gänsefußgewächsen gehören, die heute zu den Fuchsschwanzgewächsen (Amaranthaceae) gerechnet werden. Sie stellten allein 25 % der Pollen. Genauer zu identifizieren waren sie nicht, sieht man von Glasswort (Salicornia, dt.: Queller) ab. Der Anteil von rund einem Viertel an den Pollen liegt weit über dem natürlichen Anteil in der Umgebung. Dies führte zu der Annahme, die Pollen seien mit der Nahrung aufgenommen worden. Dies entspricht der bekannten Tatsache, dass diese Pflanzen, die essbar sind, zur Ernährung und zur medizinischen Behandlung in Gebrauch waren und sind. Mit Unterstützung der Anthropologinnen Sheila Greer (University of Alberta) und Judy Brakel (Gustavus) konnten Ältere (elders) der Champagne und Aishihik, der Carcross/Tagish und der Teetl'it Gwitchin First Nation befragt werden. Auch alaskanische Ältere von den Küsten-Tlingit der Gemeinden Klukwan, bei Haines, und Hoonah, im Chichagof Archipelago gelegen, wurden befragt. Ihre Kenntnisse über essbare Pflanzen, die zum traditional ecological knowledge (TEK) gehören, so hofften die Älteren, würden auf diese Art schriftlich fixiert und damit besser erhalten.
Einige der kanadischen Älteren wussten, dass getrockneter red glasswort (Salicornia rubra) als Nahrung auf Reisen in Gebrauch war. Die alaskanischen Tlingit wussten, dass mindestens seit den 1880er Jahren beach asparagus (Salicornia perennis) geerntet wurde. Die Pflanze ist dort als Suk kadzi, (‚lockeres Band am Strand‘) bekannt. Der Schiffsarzt von James Cook, Archibald Menzies, notierte, dass die Indianer ihnen beach asparagus als Mittel gegen Skorbut gegeben hatten, was seinem Reichtum an Vitamin C zugeschrieben werden kann.
Die übrigen Pollen verschiedener Gräser, von Kiefern, Westamerikanische Hemlocktanne, Erlen, Birken und Artemisia kamen auch auf der Kleidung vor, allerdings weniger Salicornia- und keine Artemisia-Pollen. Hingegen fanden sich zwei Algengruppen in sehr geringen Mengen, die in der Umgebung verbreitet sind, in der der Mann ums Leben kam, nämlich red snow algae (Chlamydomonas nivalis), die, wie der Name sagt, mit ihren rot gefärbten Zellen den Blutschnee verursachen, und Troschiscia aspera.
Nicht weniger als zwölf Moose ließen sich nachweisen. Die drei wichtigsten waren Fontinalis Hedw. (benannt nach Johannes Hedwig), dann wahrscheinlich Fontinalis antipyretica, Sphagnum Sect. Acutifolia, sowie Andreaea cf. A. rupestris. Diese Funde deuten gleichfalls auf die Küstenregion hin. Weitere Funde von Pflanzenresten machten einen Aufenthaltsort des Mannes weit unterhalb der Baumgrenze wahrscheinlich.
Schließlich fanden sich zwei winzige Überreste von Baumfasern, die eingeatmet oder mit der Nahrung aufgenommen worden sein können. Seit langem werden Fasern einiger Bäume von den küstennahen Gruppen zu Nahrungsmitteln verarbeitet.
Makroskopische Spuren fanden sich gleichfalls, wie etwa die Frucht einer als mountain sweet cicely bezeichneten Pflanzenart (Osmorhiza berteroi), die mit den Karotten verwandt ist. Es ließ sich feststellen, dass es sich um eine Frucht handelt, die nur an der Küste unterhalb der Baumgrenze vorkommt.
Darüber hinaus fand sich eine acht Millimeter lange Nadel einer Hemlocktanne. Es handelte sich um Tsuga mertensiana, eine Baumart, die nur an der Küste unterhalb von 1000 m vorkommt.

## Werkzeuge
An größeren Objekten neben dem Pelz fand sich ein beschnitzter Stock und ein Atlatl, dazu ein Ledersäckchen mit essbaren Blättern und Überresten eines Fisches sowie ein Messer mit eiserner Klinge. Sie wurden nach Whitehorse gebracht. Die Klinge ist so stark korrodiert, dass möglicherweise kein Eisen mehr vorhanden ist.
Eine aus 99-prozentigem Kupfer bestehende Perle bestand aus ungeschmolzenem Metall. Ob sie Teil eines größeren Objekts war, ist unklar. Die Materialzusammensetzung könnte eine Herkunftsuntersuchung erlauben, da sich Spuren von Silber und Arsenik fanden.
Bei weiteren, hölzernen Werkzeugen ist ihre Verwendung unklar.